# Neurothemis fluctuans
Espèce
Statut de conservation UICN

 LC  : Préoccupation mineure
Neurothemis fluctuans est une espèce de libellule assez commune dans la péninsule malaise et en Asie du Sud-Est.

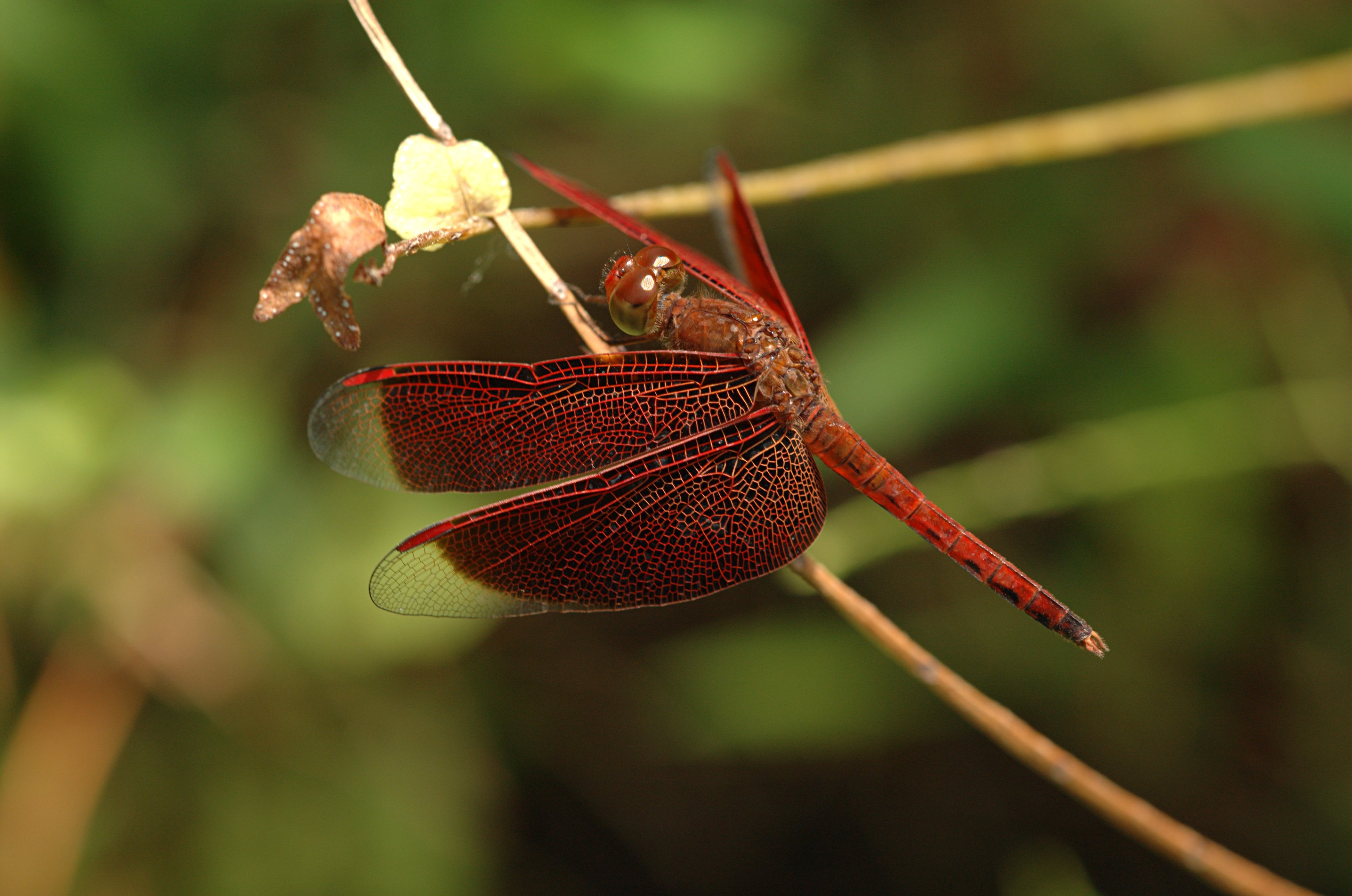
Neurothemis fluctuans, mâle

## Description
- Libellule de taille moyenne.

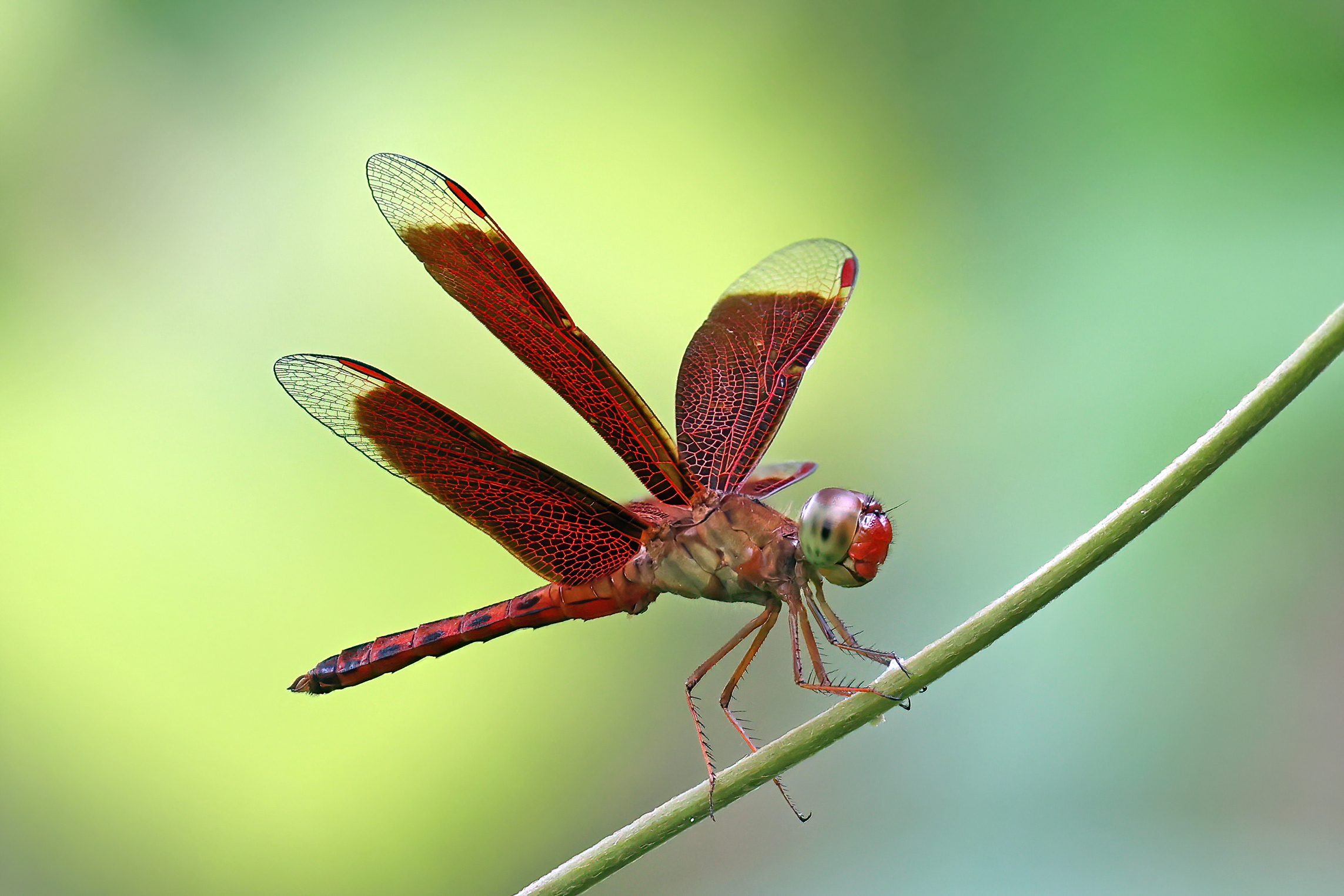
Neurothemis fluctuans mâle en vadrouille dans la province de Phuket, Thailande. Avril 2022.

- Mâle de couleur brun rouge avec l'extrémité des ailes transparente.

## Répartition
Depuis l'est de l'Inde, la Malaisie - Singapour - Thaïlande jusqu'en Chine et aux Philippines.